# Ley de Responsabilidad Penal Empresaria
La Ley de Responsabilidad Penal Empresaria, o Ley 27.401,  es una legislación argentina que impone penas a personas jurídicas que participan en la comisión de ciertos delitos contra la administración pública o en hechos de corrupción.
Fue aprobada en julio de 2017 en la Cámara de Diputados. El proyecto fue girado al Senado donde se aprobó con cambios el 27 de septiembre y finalmente Diputados aprobó la versión final el 8 de noviembre. Fue reglamentada en 2018 mediante el decreto 277/18.

## Hechos imputables
La ley hace responsables a las personas jurídicas en casos de:
- cohecho y tráfico de influencias
- negociaciones incompatibles con el ejercicio de funciones públicas[6]
- concusión
- enriquecimiento ilícito de funcionarios y empleados
- balances e informes falsos con el fin de ocultar el cohecho y el tráfico de influencias

## Penalidades
Las penalidades establecidas por la ley son:
- Multas que oscilan entre 2 y 5 veces el beneficio indebido obtenido
- Confiscación de activos

La ley fue girada en agosto de ese año agregando un artículo no tratado en comisión el  artículo 37 que finalmente sería rechazado por 131 votos a 87 en el que propiciaba que el procurador General del Tesoro pudiera hacer “acuerdos administrativos” secretos con las compañías imputadas por fuera del ámbito judicial y con retroactividad a los delitos cometidos. Este artículo fue rechazado de forma unánime por la oposición que lo tildó de inconstitucional.